# دييغو بينهيرو
دييغو بينهيرو (بالبرتغالية: Diego Pinheiro‏) (14 يونيو 1980 في البرازيل - ) هو لاعب كرة سلة برازيلي في مركز مدافع مسدد الهدف، شارك في بطولة أمم الأمريكتين لكرة السلة 2009. ولعب مع بينهيروس لكرة السلة.

## وصلات خارجية
- دييغو بينهيرو على موقع الاتحاد الدولي لكرة السلة (الإنجليزية)
- دييغو بينهيرو على موقع كرة السلة الأوروبية.كوم (الإنجليزية)
- دييغو بينهيرو على موقع ريلجم (الإنجليزية)